# Catello Amarante (aviron, 1979)
Pour les articles homonymes, voir Catello Amarante.
Catello Amarante, né le 15 août 1979 à Castellammare di Stabia, est un rameur italien.
En tant que membre de l'équipage du quatre sans barreur poids légers, il a remporté la médaille de bronze aux Jeux olympiques d'Athènes en 2004, aux Championnats du monde 2007 et la médaille d'or aux Championnats d'Europe de 2007.
Il est médaillé d'argent en deux sans barreur poids légers aux Jeux méditerranéens de 2005 et médaillé d'argent en huit poids légers aux Championnats du monde 2011.
Il est le cousin de Catello Amarante, né en 1990.